# Caridina guiyangensis
Caridina guiyangensis е вид десетоного от семейство Atyidae.

## Разпространение
Видът е разпространен в Китай (Гуейджоу).